# Кушкала
Кушкала́ (рос. Кушкала) — гірська вершина у північно-східній частині Великого Кавказу. Знаходиться на кордоні Росії (Дагестан) та Азербайджану.